# Холл, Стюарт (боксёр)
Стюарт Холл (англ. Stuart Hall; род. 24 февраля 1980 года в Дарлингтоне, Великобритания) — британский боксёр-профессионал, выступающий в легчайшей (Bantamweight) (до 53,5 кг) весовой категории. Чемпион мира (по версии IBF, 2013—2014).

## Профессиональная карьера
Стюарт Холл дебютировал на профессиональном ринге в апреле 2008 года в возрасте 28 лет во второй легчайшей весовой категории (до 55,3 кг).
В июне 2010 года завоевал титул чемпиона Великобритании по версии BBBofC. Трижды защитил титул, и в сентябре 2011 года в бою за титулы чемпиона Британии, Британского содружества, и чемпиона Европы по версии EBU, проиграл по очкам соотечественнику Джейми Макдонеллу.
В июле 2012 года снова вышел на бой за титул чемпиона Европы и проиграл по очкам британцу Ли Хаскинсу.
В ноябре 2012 года завоевал титул британского содружества в легчайшей весовой категории (до 53,5 кг). В мае 2012 года в равном бою победил по очкам американца, Серхио Пералеса, и завоевал интерконтинентальный титул чемпиона мира по версии IBF.
В декабре 2013 года в бою за вакантный титул чемпиона мира по версии IBF, победил по очкам южноафриканца Вуси Малингу.
29 марта 2014 года, провёл первую защиту титула с англичанином Мартином Уордом. Бой был остановлен во 2-м раунде после случайного столкновения головами. Была зафиксирована техническая ничья.
7 июня 2014 года проиграл титул спорным решением судей, соотечественнику Полу Батлеру.
25 октября 2014 года, Стюарт Холл проиграл по очкам американцу, Рэнди Кабальеро в бою за вакантный титул чемпиона мира по версии IBF.